# Јелесије Радивојевић
Јелесије Радивојевић (Титово Ужице, 15. јануар 1966) је пензионисани бригадни генерал Војске Србије. Бивши је заступник Команданта Команде за обуку и бивши командант Специјалне бригаде.

## Образовање
- Средња војна школа копнене војске, 1985. године
- Војна академија КоВ - смер пешадија, 1988. године
- Генералштабно усавршавање, 1997. године
- Школа националне одбране, 2007. године

## Радно искуство
- Заступник команданта Команде за обуку
- Заменик команданта Команде за обуку
- Командант Специјалне бригаде
- Начелник штаба Команде за обуку
- Начелник Центра за мировне операције
- Самостални референт у Управи за развој, Генералштаб ВСЦГ
- Референт у Одсеку за специјална дејства, Сектор за Копнену војску
- Командант Извиђачко-диверзантског батаљона, 72. специјална бригада
- Командант Батаљона за препадна дејства, 72. специјална бригада
- Командир вода за специјалну обуку и опрему, 72. специјална бригада
- Инструктор падобранства, 72. десантно-јуришна бригада
- Командир падобранско-диверзантске чете, 72. специјална бригада
- Командир вода, 63. падобранска бригада
- Командир извиђачког вода, уједно заменик командира чете, 345. планинска бригада

## Напредовање
- водник, 1985. године
- потпоручник, 1988. године
- поручник, 1989. године
- капетан, 1992. године
- капетан прве класе, 1995. године
- мајор, 1999. године, ванредно
- потпуковник, 2001. године
- пуковник, 2004. године
- бригадни генерал 2013. године

## Одликовања
- Орден Белог орла са мачевима трећег степена (11.11.2020)[2]
- Војна спомен-медаља за учешће у борбеним дејствима на територији РС, 2018.
- Медаља за заслуге – сребрна, 2018.
- Војна спомен-медаља за ревносну војну службу за 30 година, 2017.
- Војна спомен-медаља за учешће у борбеним дејствима на територији СРЈ, 2015.
- Војна спомен-медаља за учешће у борбеним дејствима на територији СФРЈ, 2015.
- Војна споменица за обележавање јубиларних годишњица Војске Србије, 2015.
- Војна споменица за учешће у војној паради „Београд 2014“, 2015.
- Војна спомен-медаља за изузетне резултате у војној служби за официра – први пут, 2012.
- Орден за заслуге у области одбране и безбедности, 2000.
- Војна спомен-медаља за допринос систему одбране, 1991.
- Спомен-медаља 50 година Југословенске народне армије, 1991.